# Internationaler Strafgerichtshof für Ruanda
Der Internationale Strafgerichtshof für Ruanda (kurz IStGHR; französisch Tribunal pénal international pour le Rwanda, TPIR; englisch International Criminal Tribunal for Rwanda, ICTR; kinyarwanda Urukiko Nshinjabyaha Mpuzamahanga rwagenewe u Rwanda)  war ein durch die Resolution 955 des UN-Sicherheitsrats vom 8. November 1994 geschaffener Ad-hoc-Strafgerichtshof, der den Völkermord in Ruanda 1994 strafrechtlich aufarbeiten sollte.
Der Strafgerichtshof arbeitete in Arusha in Tansania und war bis Ende 2015 tätig. Er war das erste internationale Strafgericht, das Personen wegen Völkermord verurteilte. Außerdem erkannte er als erste Institution den Straftatbestand der Vergewaltigung zum Zweck des Völkermordes an. Insgesamt wurden 93 Personen angeklagt, 62 Personen wurden verurteilt. Die geringe Zahl der Verfahren, gemessen am Ausmaß des Völkermordes in Ruanda, löste Kritik aus.
Als gemeinsame Nachfolgeeinrichtung des IStGHR und des Internationalen Strafgerichtshofs für das ehemalige Jugoslawien (IStGHJ) fungiert seit Juli 2012 der Internationale Residualmechanismus für die Ad-hoc-Strafgerichtshöfe (MICT).

## Name
Der Name des Gerichts im Statut lautete in Langform auf Englisch International Criminal Tribunal for the Prosecution of Persons Responsible for Genocide and Other Serious Violations of International Humanitarian Law Committed in the Territory of Rwanda and Rwandan Citizens Responsible for Genocide and Other Such Violations Committed in the Territory of Neighbouring States, between 1 January 1994 and 31 December 1994 (deutsch ursprünglich Internationales Strafgericht zur Verfolgung der Personen, die für Völkermord und andere schwere Verstöße gegen das humanitäre Völkerrecht im Hoheitsgebiet Ruandas zwischen dem 1. Januar 1994 und dem 31. Dezember 1994 verantwortlich sind, sowie ruandischer Staatsangehöriger, die für während desselben Zeitraums im Hoheitsgebiet von Nachbarstaaten begangenen Völkermord und andere derartige Verstöße verantwortlich sind).
Die deutsche Bezeichnung Gerichtshof für ein Gericht mit sowohl territorial als auch sachlich begrenzter Gerichtsbarkeit, das auf Englisch/Französisch/Spanisch/Russisch Tribunal heißt (chinesisch 法庭 fǎtíng; nicht: Court/Cour/Corte/Суд sud/法院 fǎyuàn), ist ungewöhnlich und entspricht auch nicht der ursprünglichen offiziellen Übersetzung, hat sich für IStGHR und IStGHJ aber durchgesetzt.

## Grundlagen

### Dokumente
U. a. folgende Resolutionen des UN-Sicherheitsrats bildeten die Grundlage des Gerichts:
- Resolution 955 vom 8. November 1994 – Statut in ursprünglicher Fassung[2]
- Resolution 977 vom 22. Februar 1995 – Festlegung von Arusha in Tansania als Sitz des Tribunals[3]
- Resolution 1165 vom 30. April 1998 – dritte Strafkammer[4]
- Resolution 1329 vom 30. November 2000 – Erweiterung der Berufungskammer[5]
- Resolution 1431 vom 14. August 2002 – Ad-litem-Richter[6]
- Resolution 1503 vom 28. August 2003 – eigene Anklagebehörde[7]

Außerdem erließen die Richter nach Art. 14 des Statuts eine Verfahrensordnung mitsamt Beweisregeln (VfO).

### Zuständigkeit
Der Strafgerichtshof war für die Verfolgung schwerer Verbrechen im Zusammenhang mit dem Völkermord in Ruanda zuständig, die zwischen dem 1. Januar und dem 31. Dezember 1994 in Ruanda verübt wurden. Zu den abschließend im Statut des IStGHR aufgezählten Tatbeständen, für die der Gerichtshof zuständig war, gehören Völkermord (Art. 2), Verbrechen gegen die Menschlichkeit (Art. 3) und Kriegsverbrechen, die gegen den gemeinsamen Artikels 3 der Genfer Konventionen verstoßen (Art. 4).
Zudem urteilte der Gerichtshof über Anklagen wegen Missachtung des Gerichts (VfO Art. 77) und Falschaussage (VfO Art. 91).

## Organisation

### Gerichtshof
Ursprünglich bestand der Gerichtshof aus zwei Strafkammern mit je drei Richtern (darunter der Präsident/die Präsidentin) und der Berufungskammer mit fünf Richtern, wobei letztere von den Richtern der Berufungskammer des IStGHJ gebildet wurde (Statut Art. 10–13). 1998 wurde eine dritte Strafkammer mit drei weiteren Richtern gebildet, und 2000 wurde die Berufungskammer um zwei zusätzliche Richter des IStGHR erweitert, so dass die Zahl der ständigen Richter insgesamt von elf auf sechzehn stieg. 2002 wurde zudem ein Bestand von achtzehn Ad-litem-Richter geschaffen, von denen zeitweise bis zu zwölf gleichzeitig zur Mitwirkung an einzelnen Verfahren berufen wurden. Alle Richter wurden von der Generalversammlung aus Listen des Sicherheitsrats für vier Jahre gewählt; die Nominierungen für die Listen erfolgten durch UN-Mitgliedstaaten.
Präsidenten:

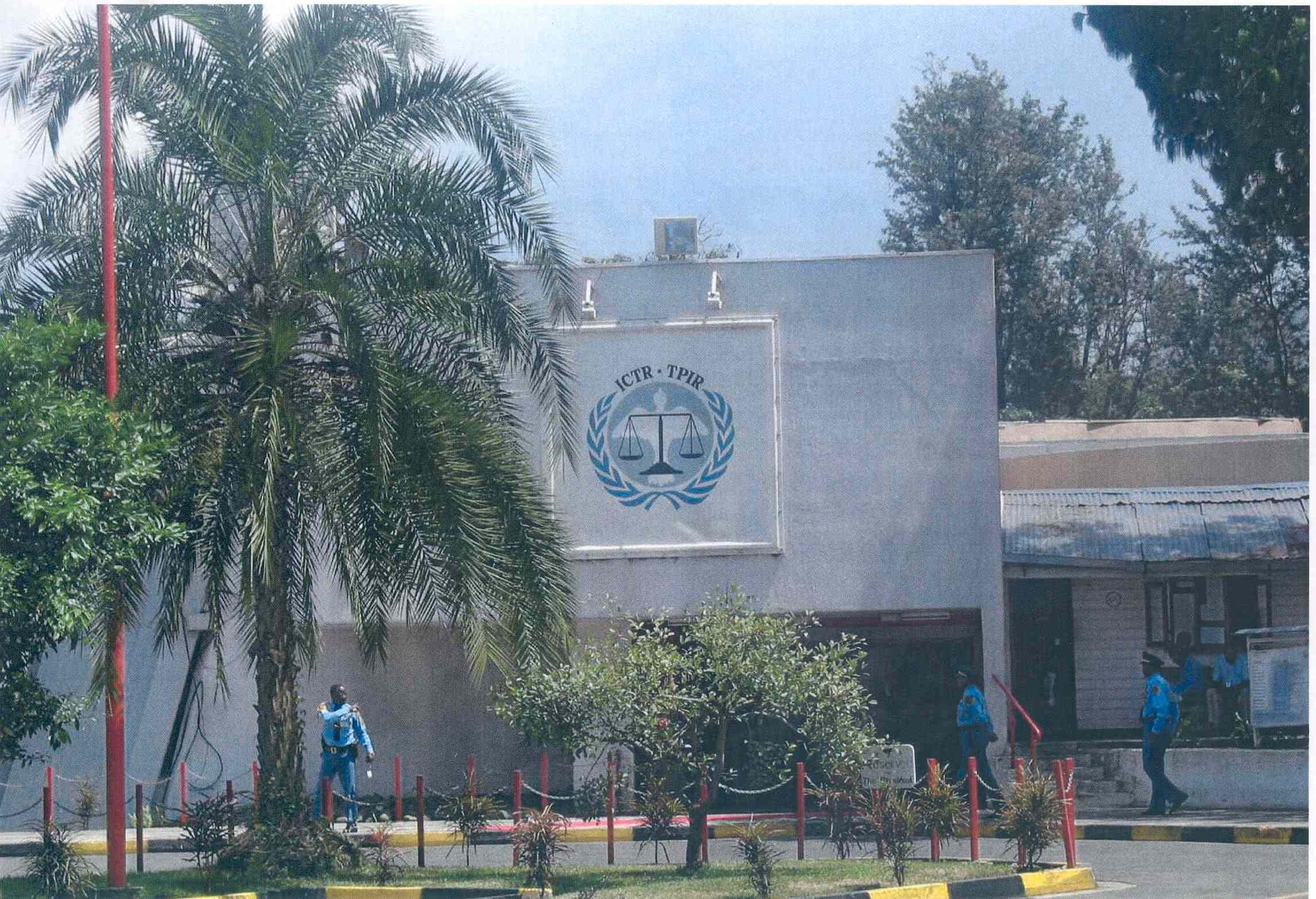
IStGHR-Sitz in

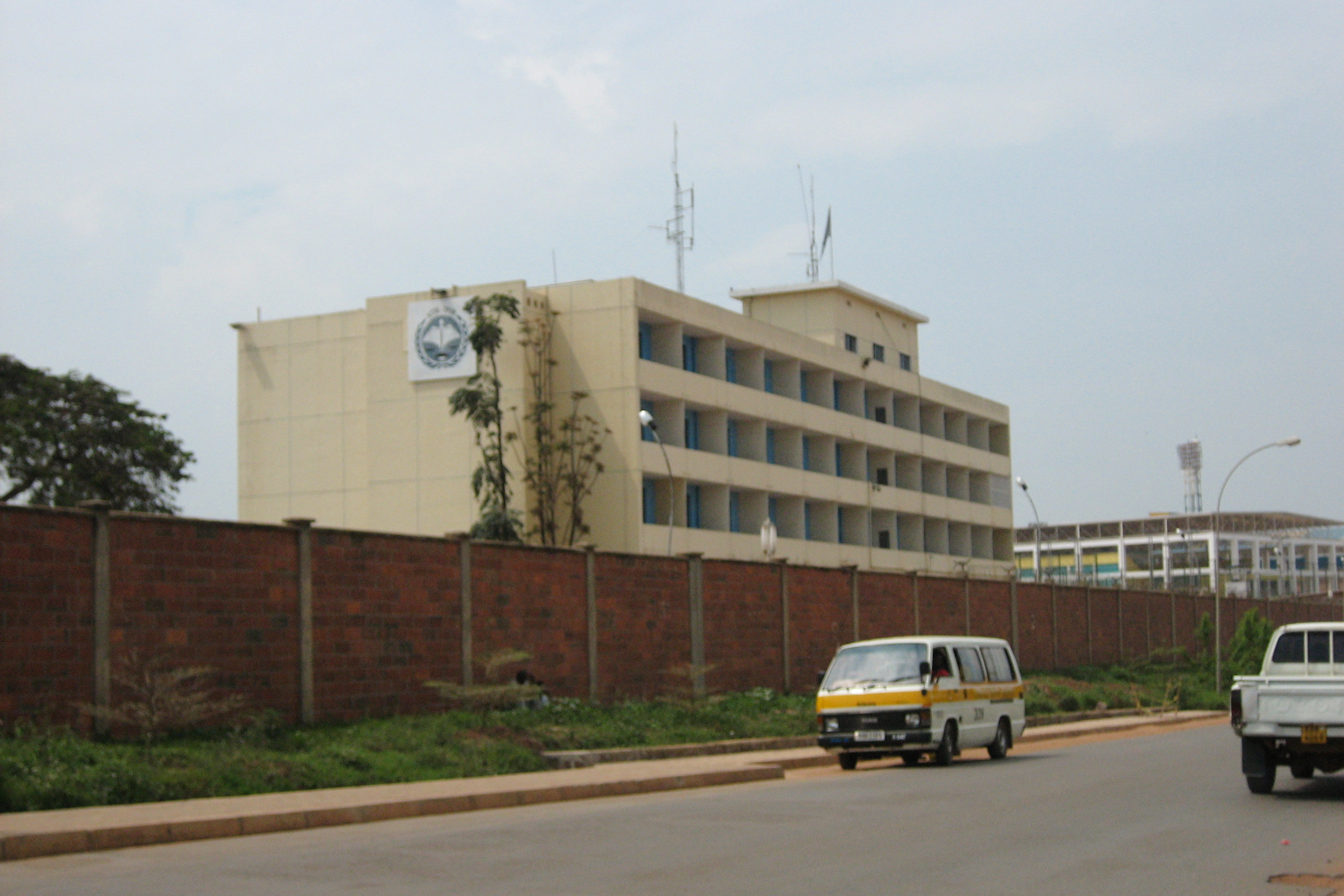
IStGHR-Büro in

- 1995–1999 Hr. Laïty Kama (Senegal)
- 1999–2003 Fr. Navanethem Pillay (Südafrika)
- 2003–2007 Hr. Erik Møse (Norwegen)
- 2007–2011 Hr. Dennis C. M. Byron (St. Kitts und Nevis)
- 2011–2012 Fr. Khalida Rachid Khan (Pakistan)
- 2012–2015 Hr. Vagn Joensen (Dänemark)

### Anklagebehörde
Die Anklagebehörde (Statut Art. 15), ab 2003 vom IStGHJ unabhängig, war in zwei Sektionen unterteilt:
- Die Untersuchungsabteilung war dafür verantwortlich, Beweise für die Beteiligung Einzelner an Verbrechen in Ruanda 1994 zu sammeln.
- Die Anklageabteilung war dafür verantwortlich, alle Vergehen vor dem Genozid zu bestrafen.

Leiter (bis 2003 gemeinsam mit dem IStGHJ):
- 1994–1996 Hr. Richard Goldstone (Südafrika)
- 1996–1999 Fr. Louise Arbour (Kanada)
- 1999–2003 Fr. Carla Del Ponte (Schweiz)
- 2003–2016 Hr. Hassan Bubacar Jallow (Gambia)

Chefankläger Hassan Bubacar Jallow aus Gambia war zuvor als Attorney General und als Justizminister tätig gewesen; von 1998 bis 2002 war er außerdem am Obersten Gericht von Gambia tätig.

### Kanzlei
Die Kanzlei (Statut Art. 16) war für die Verwaltung des Tribunals zuständig, ferner für die Kommunikation des IStGHR.
Kanzler:
- 1996–1997 Hr. Andronico Adede (Kenia)
- 1997–2001 Hr. Agwu Okali (Nigeria)
- 2001–2012 Hr. Adama Dieng (Senegal)
- 2013–2015 Hr. Bongani Majola (Südafrika)

### Strafvollstreckung
Die Vollstreckung der Freiheitsstrafen (Statut Art. 26) erfolgte aufgrund von Abkommen der Vereinten Nationen mit Mali (1999), Benin (1999), Swasiland (2000), Frankreich (2004), Italien (2004), Schweden (2004), Ruanda (2008) und dem Senegal (2010) in diesen Staaten.

## Verfahren

### Überblick
Der Strafgerichtshof nahm im November 1994 seine Tätigkeit auf und war bis Ende 2015 tätig. Das erste Urteil wurde am 2. September 1998 gesprochen, es war das wegweisende Akayesu-Urteil (ICTR-96-04). Insgesamt wurden 93 Personen angeklagt. 62 dieser Verfahren endeten mit Verurteilung, 14 mit Freispruch, 10 Fälle wurden an nationale Gerichte überweisen, drei Fälle von Flüchtigen wurden an den Internationalen Residualmechanismus für die Ad-hoc-Strafgerichtshöfe überwiesen, zwei Angeklagte verstarben vor Prozessende, zwei Anklagen wurden fallengelassen.
Beispiele für Verurteilungen:
- ICTR-98-42 Pauline Nyiramasuhuko – ehemalige Frauen- und Familienministerin, Urteil: lebenslang. Sie wurde als erste Frau wegen Völkermord verurteilt, ebenso wurde sie als erste Frau wegen Vergewaltigung als Mittel des Völkermordes verurteilt.
- ICTR-98-44 Augustin Bizimungu – ehemaliger Stabschef der ruandischen Armee, Urteil: 30 Jahre
- ICTR-99-54 Augustin Ngirabatware – Planungsminister, Urteil im Berufungsverfahren: 30 Jahre
- ICTR-00-56 Augustin Ndindiliyimana – ehemaliger Generalstabschef der Gendarmerie, Urteil: 11 Jahre
- ICTR-00-61 Jean-Baptiste Gatete – Bürgermeister von Murambi, Urteil im Berufungsverfahren: 40 Jahre
- ICTR-05-89 Bernard Munyagishari – Anführer und Mitbegründer der Interahamwe, Urteil in erster Instanz: lebenslang
- ICTR-2001-66-A Athanase Seromba, römisch-katholischer Priester, Urteil in zweiter Instanz: lebenslang

### Verfahren gegen „Hassmedien“
Das Verfahren gegen „Hassmedien“ (ICTR-99-52) begann am 23. Oktober 2000. Es behandelte Medien, die den Völkermord angeheizt hatten.
Am 19. August 2003 wurde gegen drei Männer Anklage erhoben: Ferdinand Nahimana und Jean Bosco Barayagwiza, Verwalter des Radio-Télévision Libre des Mille Collines, sowie Hassan Ngeze, Herausgeber der Zeitung Kangura. Die Anklage lautete auf Völkermord, Anstachelung zum Völkermord und Verbrechen gegen die Menschlichkeit vor und während des Völkermordes. Am 3. Dezember 2003 befand das Gericht alle drei für schuldig. Es verurteilte Nahimana und Ngeze zu lebenslanger Haft sowie Barayagwiza zu 35 Jahren Haft. Im Berufungsverfahren wurden die Urteile am 28. November 2007 gesprochen. Ngeze wurde zu 35 Jahren, Barayagwiza zu 32 Jahren und Nahimana zu 30 Jahren Haft verurteilt.

## Kritik
Die International Crisis Group kritisierte in einem Report vom Juni 2001, dass erst neun Urteile gesprochen worden waren. Es sei noch keiner der mutmaßlich für den Völkermord Hauptverantwortlichen (im Original: alleged masterminds of the genocide) verurteilt worden; die meisten dieser Hauptverantwortlichen lebten in diversen Ländern auf freiem Fuß. Die Ineffektivität des Tribunals sei insbesondere angesichts des durchschnittlichen Jahresbudgets von 100 Millionen US-Dollar und der Ausstattung mit über 800 Angestellten zu beklagen. Es sei dem Gerichtshof bisher auch nicht gelungen, wichtige Aspekte des Völkermordes – Planung, Mechanismen, Chronologie, Organisation und Finanzierung – aufzuklären und die zentrale Frage zu beantworten, wer die Täter waren. Ferner sei ein schockierend geringes Interesse in den internationalen Medien festzustellen. In den Augen der meisten Ruander sei der Strafgerichtshof Geldverschwendung. Insgesamt sei er nicht funktional und trage nicht zu dem übergeordneten Ziel bei, die Volksgruppen der Hutu und Tutsi miteinander zu versöhnen.